# 大滝温泉 (秋田県)
大滝温泉（おおたきおんせん）は、秋田県大館市（旧国出羽国、明治以降は旧羽後国）にある温泉。

## 泉質
- 硫酸塩・塩化物泉

## 温泉街
旅館などの宿泊施設は7軒存在し、そのうち旅館組合加盟は5軒である。
また大滝温泉郷には含まれないが、米代川対岸にある秋田労災病院が入院患者向けに独自の温泉を提供している。

## 歴史
大同年間の八幡平焼山噴火によって湧出。

## アクセス
- 鉄道 : 花輪線大滝温泉駅下車。徒歩数分（秋田県道136号大滝温泉停車場線）。
- 路線バス : 秋北バス 大館 - 花輪線・大滝温泉町バス停下車（このバス停は温泉街の中にある）
- 高速バス : みちのく号・仙台・大館号 大滝温泉バス停下車後、徒歩30分ほど（このバス停は米代川を挟み対岸を通る国道103号線上にある）。